# Victorian Football Association 1879
Victorian Football Association 1879 var den tredje sæson i australsk fodbold-ligaen Victorian Football Association, og ligaen havde deltagelse af ti hold.
Ved sæsonens afslutning publicerede ligaen en liste over sæsonens fire bedste hold:
1. Geelong Football Club
2. Carlton Football Club
3. South Melbourne Football Club
4. Melbourne Football Club